# Керимкулов Медетбек Темірбекович
Медетбек Темірбекович Керимкулов (кирг. Керимкулов Медетбек Темирбекович; нар. 28 січня 1949) — киргизький державний і політичний діяч, виконував обов'язки прем'єр-міністра Киргизької Республіки впродовж кількох тижнів улітку 2005 року.

## Життєпис
Юнаком працював у радгоспі, потім був майстром і виконробом Джеті-Огузької пересувної механізованої колони. 1972 року закінчив архітектурно-будівельний факультет Фрунзенського політехнічного інституту за спеціальністю «інженер-будівельник».
Від 1974 до 1982 року працював у тресті «Токмакстрой», пройшовши шлях від старшого інженера до начальника будівельно-монтажного управління. У 1982-1984 роках керував промисловим відділом Токмакського міського виконкому. Від 1984 до 1985 року займав пост заступника голови Чуйської районної ради. Після цього керував тим же трестом «Токмакстрой». Від 1990 до 1991 року обіймав посаду першого заступника голови Токмакського міського виконавчого комітету. Від лютого до травня 1991 року був заступником голови Токмакської міської ради, після чого очолив її.
У 1992-1994 роках займав пост голови державної адміністрації Токмака. Від 1994 до березня 1995 року — голова Ошської міської державної адміністрації. Потім, від травня 1995 до квітня 1999 року був першим заступником міського голови Бішкека, а потім і сам став мером (липень 1999 — 2005).
Від квітня 2005 року працював в уряді Киргизької Республіки:
- 20 квітня — 4 жовтня 2005 та від 10 листопада 2005 — в. о. першого віце-прем'єр-міністра Киргизстану;
- 20 червня — 10 липня 2005 — в. о. голови уряду за відсутності Курманбека Бакієва;
- 2 грудня 2005 — 10 травня 2006 — перший віце-прем'єр;
- 10 травня — 26 червня 2006 — виконував обов'язки міністра промисловості, торгівлі й туризму Киргизстану;
- 26 червня 2006 — 8 лютого 2007 — міністр промисловості, торгівлі й туризму.

21 червня 2013 року був призначений на посаду президента Асоціації нафтотрейдерів Киргизстану.
Має почесне звання «Заслужений будівельник Киргизької Республіки».
Віце-президент Міжнародної асамблеї столиць і великих міст. Почесний професор Бішкекського гуманітарного університету, Киргизького державного університету будівництва, транспорту й архітектури, Киргизького державного технічного університету. Президент федерації більярдного спорту Киргизстану. Лауреат конкурсів «Вибір року 2001, 2002» в номінації «Найкращий мер року». Лауреат премій «Тугелбай-Ата», «Руханіят». Почесний громадянин Баткенської області.